# Haarlem
Haarlem (anhörenⓘ) ist eine Stadt in der Region Kennemerland-Süd und die Hauptstadt der Provinz Nordholland, Niederlande. Die Stadt liegt am Fluss Spaarne, was ihr den Beinamen Spaarnestad eingebracht hat.
Die Gemeinde Haarlem zählt 168.655 Einwohner (1. Januar 2025, CBS) und ist Sitz von zwei katholischen Bischöfen, einem des altkatholischen Bistums Haarlem und einem des römisch-katholischen Bistums Haarlem-Amsterdam.

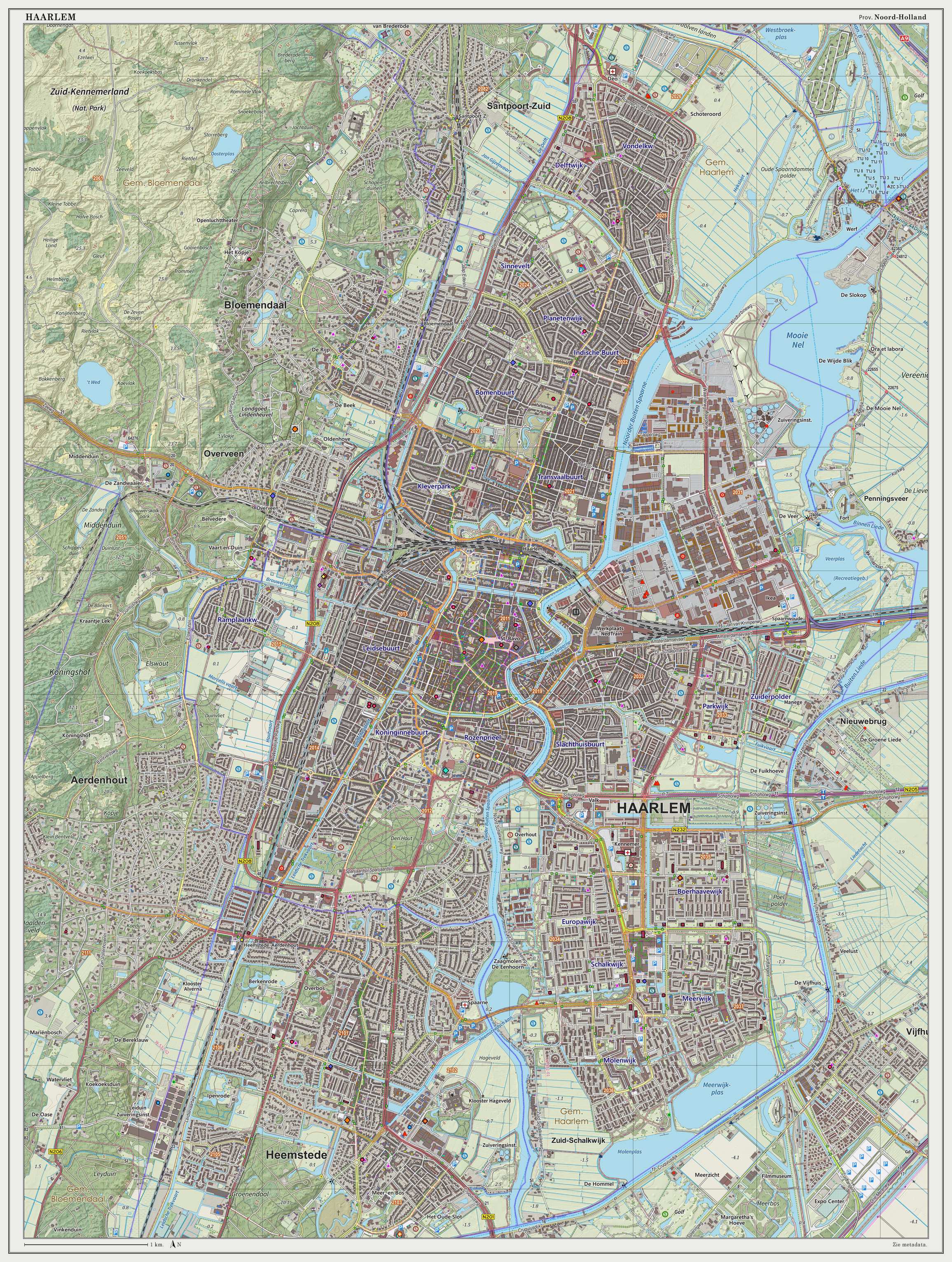
Stadtkarte Haarlem

## Geografie
Haarlem liegt am nordwestlichen Rand der „Randstad“. Die Gemeinde grenzt im Uhrzeigersinn an die Gemeinden Velsen, Haarlemmermeer, Heemstede und Bloemendaal. Östlich liegen Amsterdam (19 km) und der Flughafen Schiphol (13 km). Die Häfen von IJmuiden liegen im Norden und die Nordseeküste ist ca. 7 km westlich von Haarlem.
Die Stadt hat eine wichtige regionale Funktion. Ihr primäres Versorgungsgebiet ist der nördliche Teil von Südholland, Bollenstreek, Zuid-Kennermerland, IJmond und ein Teil vom Haarlemmermeer.
Die Gemeinde Haarlem ist aufgeteilt in fünf Stadtteile, neun Viertel und vierzig sogenannte „buurten“, was so viel bedeutet wie Nachbarschaften.

## Geschichte
Haarlem entstand als Geestsiedlung an der Spaarne und entwickelte sich auf dem Verbindungsweg von Süd nach Nord. Die Stadt wurde Residenz der Grafen von Holland. Graf Wilhelm II. von Holland verlieh Haarlem 1245 Stadtrechte. Ein Kontingent der Bürger von Haarlem hatte früher in diesem Jahrhundert, 1217–1219, unter Graf Wilhelm I. mit mehreren Schiffen am Fünften Kreuzzug teilgenommen. Daher findet sich bis heute ein Schwert und ein Kreuz im Stadtwappen, die an die legendenhaft verklärten Leistungen dieser Haarlemer Kreuzfahrer während der Belagerung von Damiette in Ägypten (1218) erinnern sollen.

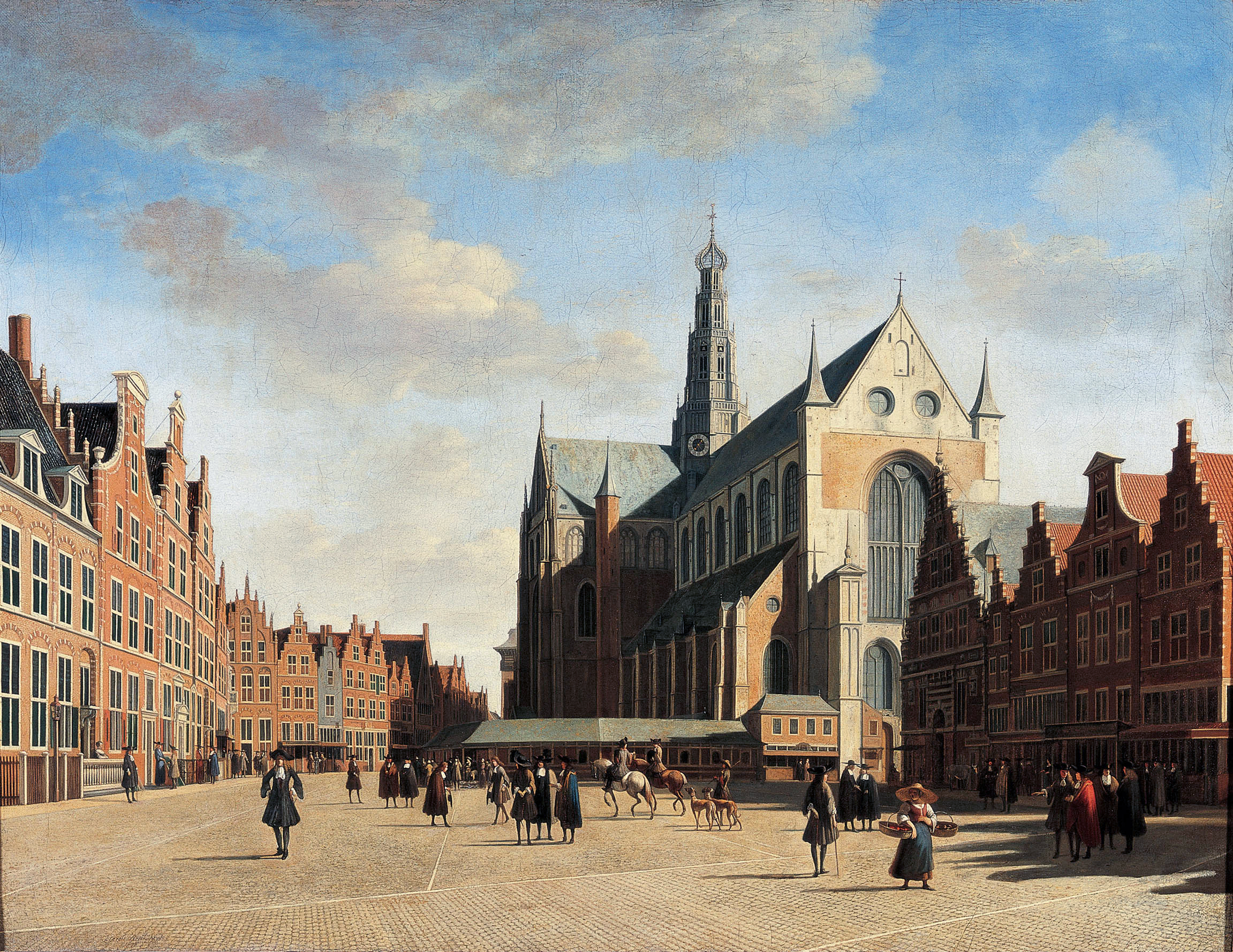
Der große Markt in Haarlem von Gerrit Adrianszoon Berckheyde (1698)
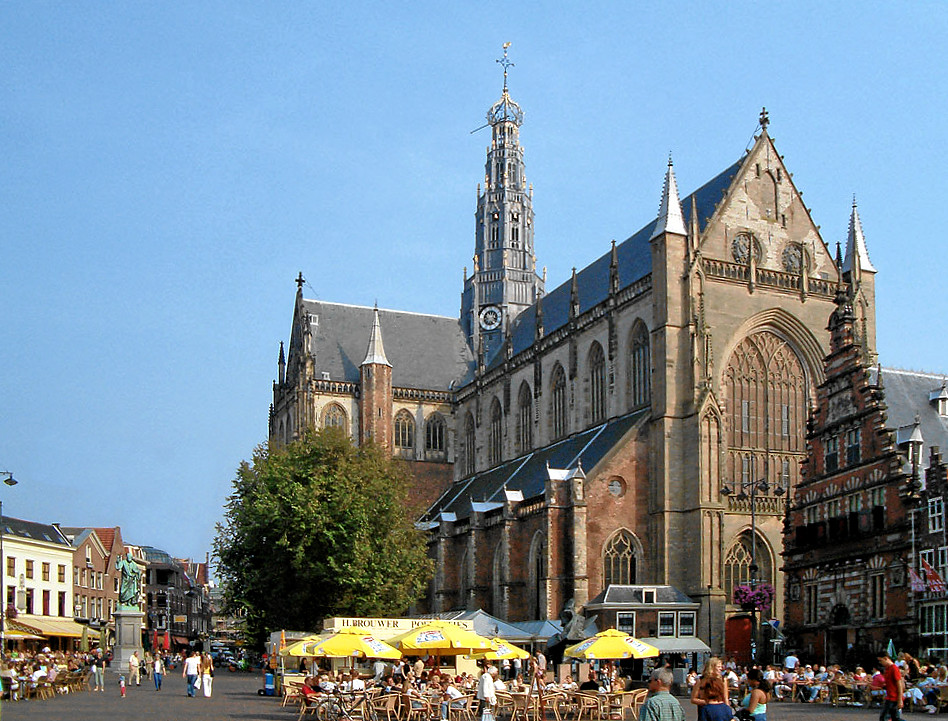
Grote Markt und Grote Kerk
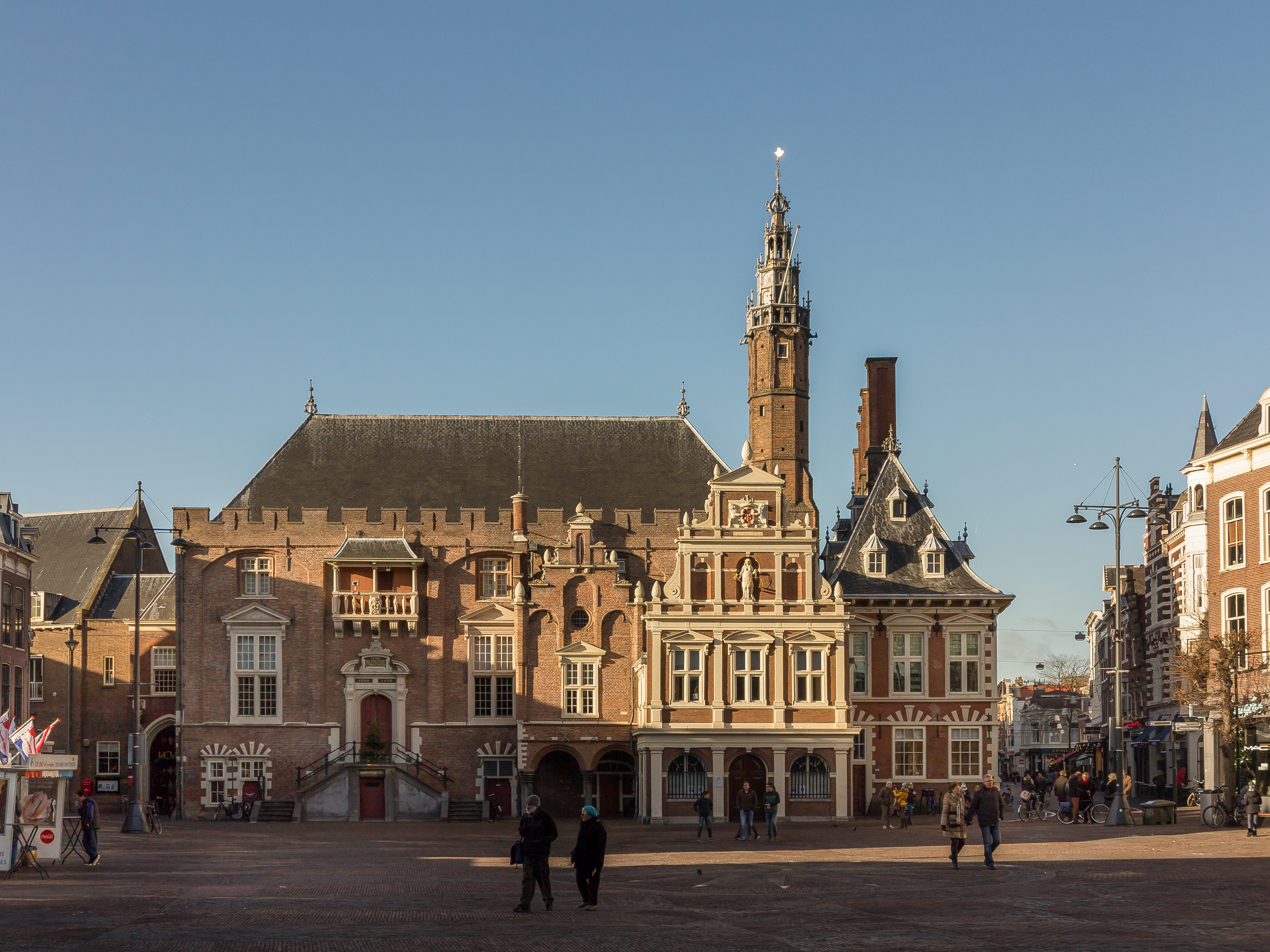
Rathaus (Stadhuis)
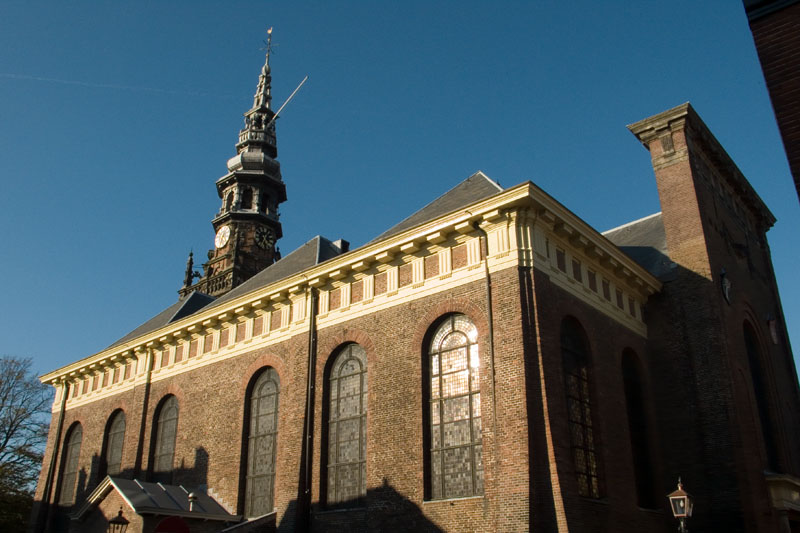
Nieuwe Kerk
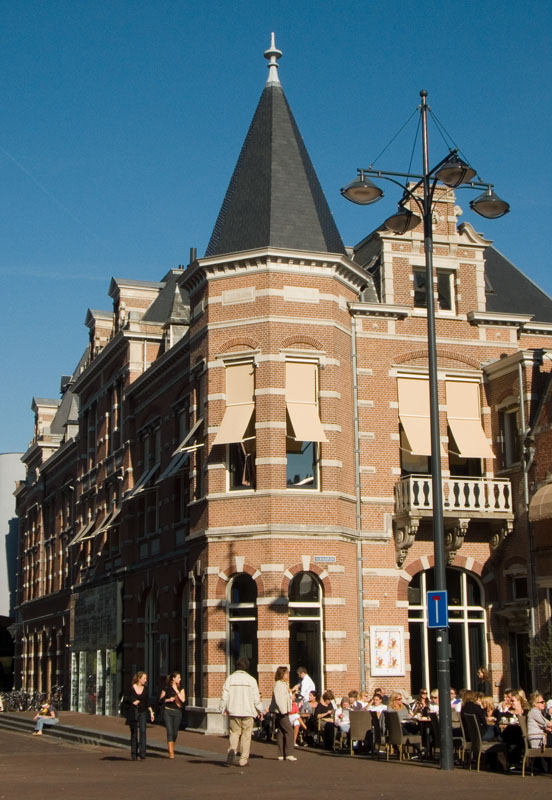
Philharmonie Haarlem
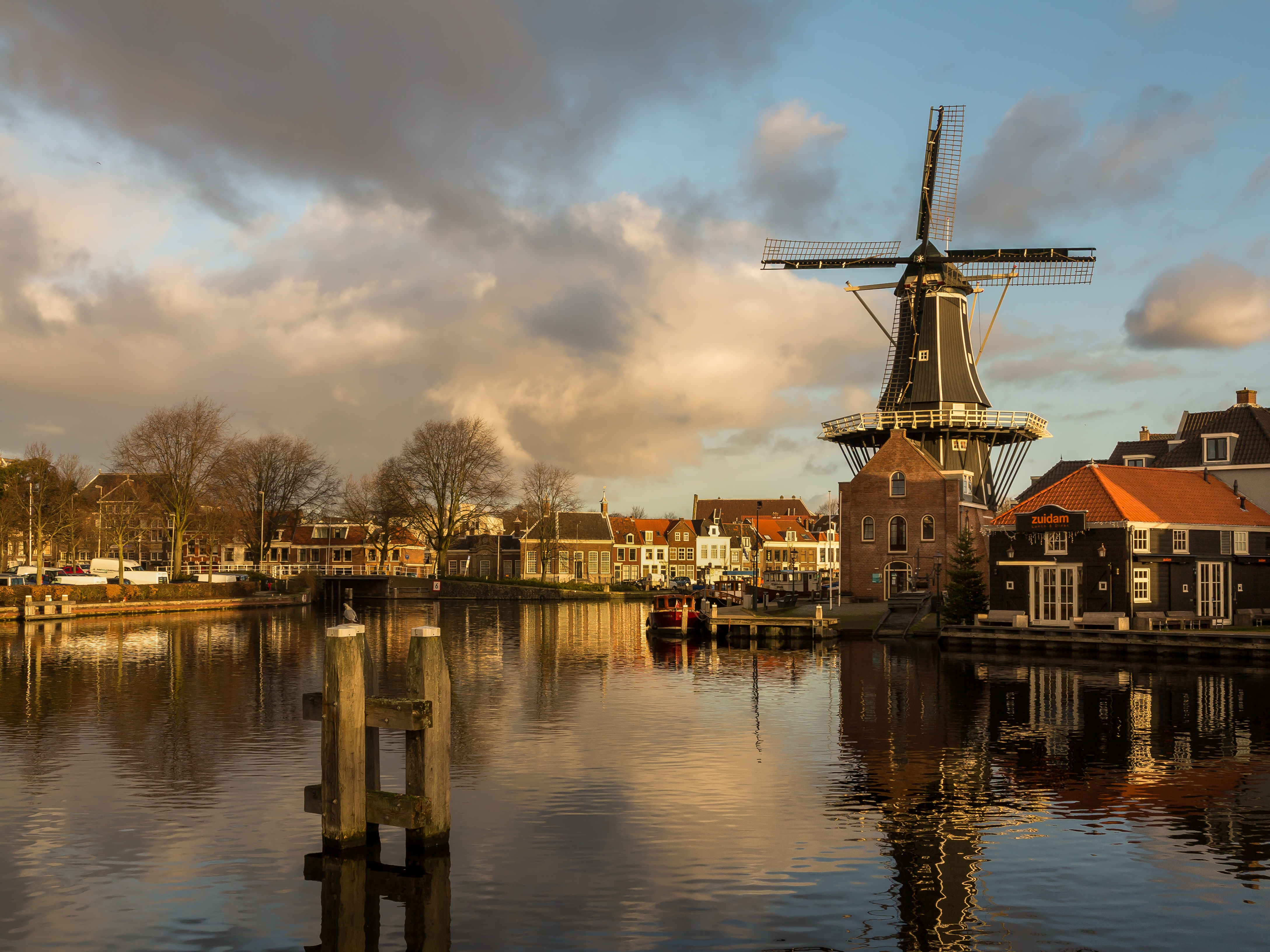
Windmühle De Adriaan
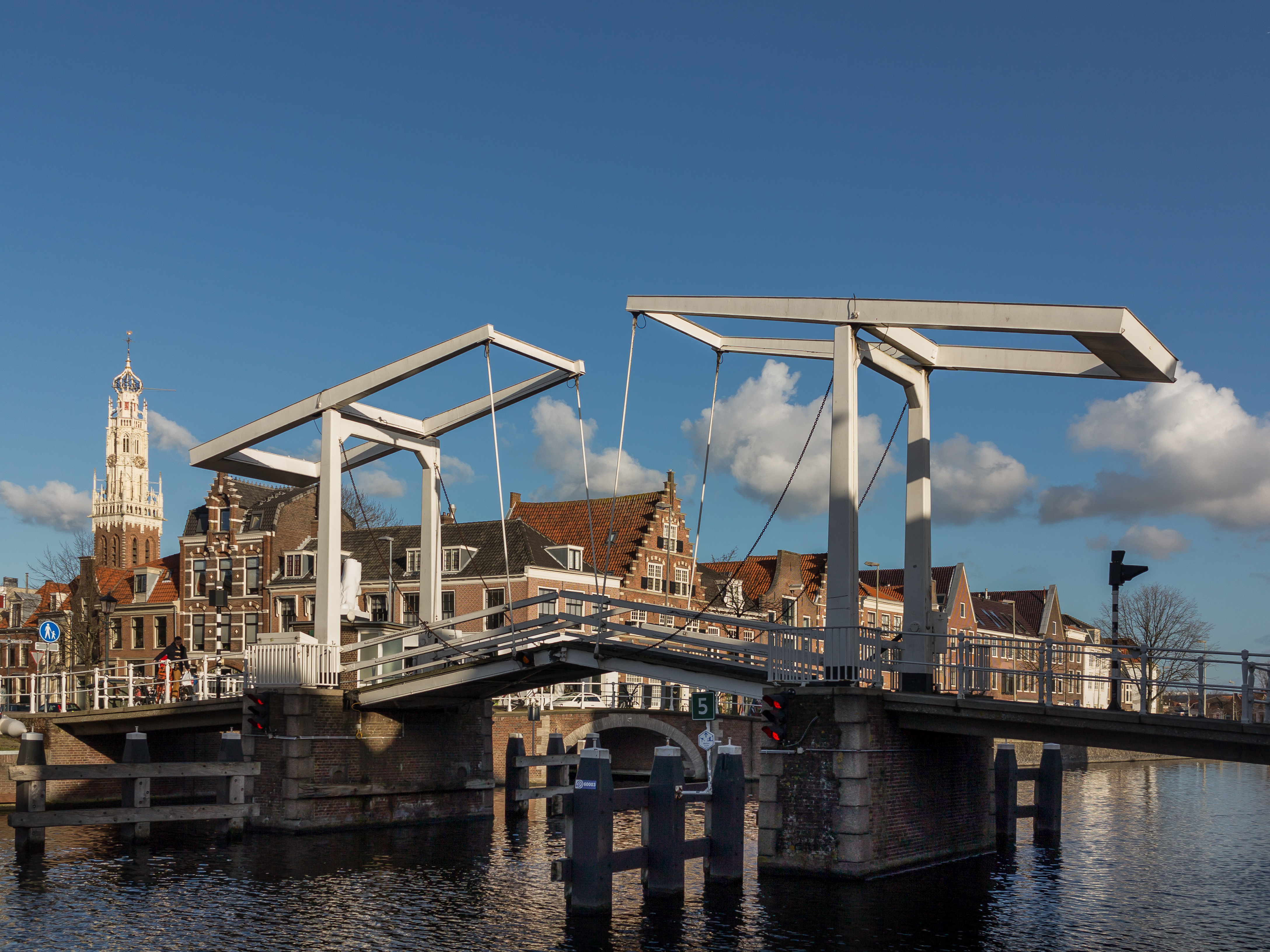
Gravestenebrug
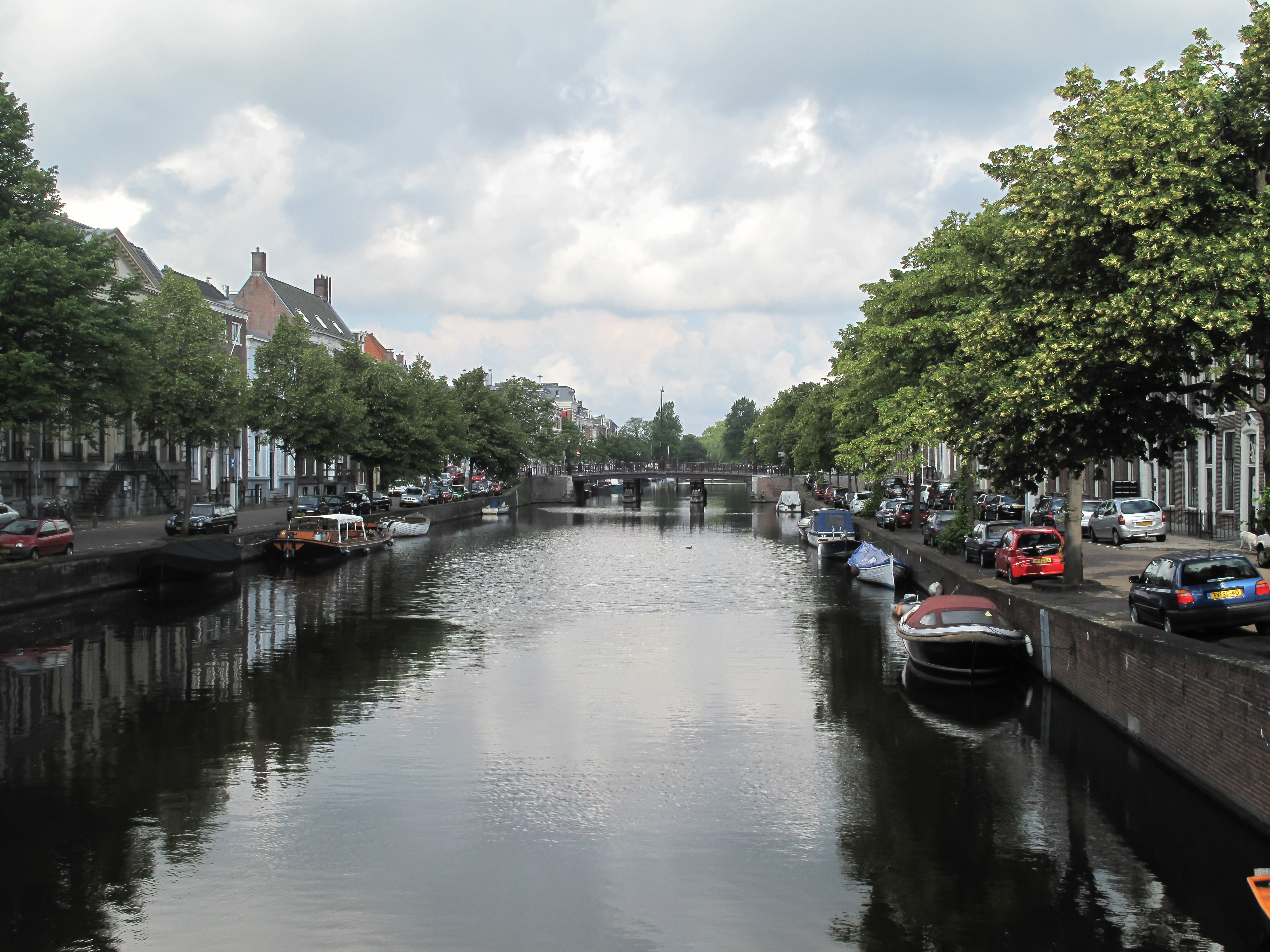
Kanal: de Nieuwe Gracht
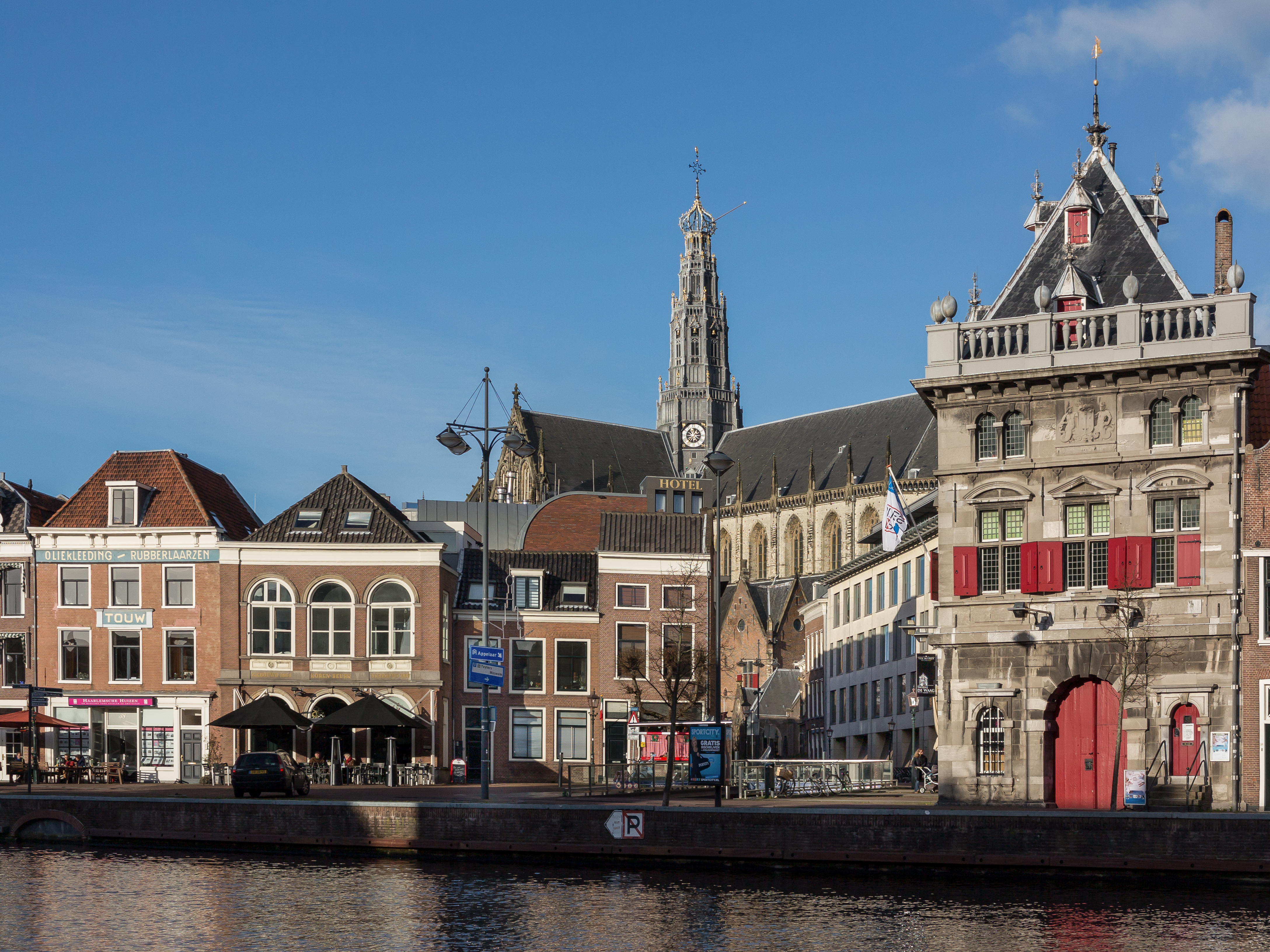
Stadtwaage und Kirche (de Sint Bavokerk)
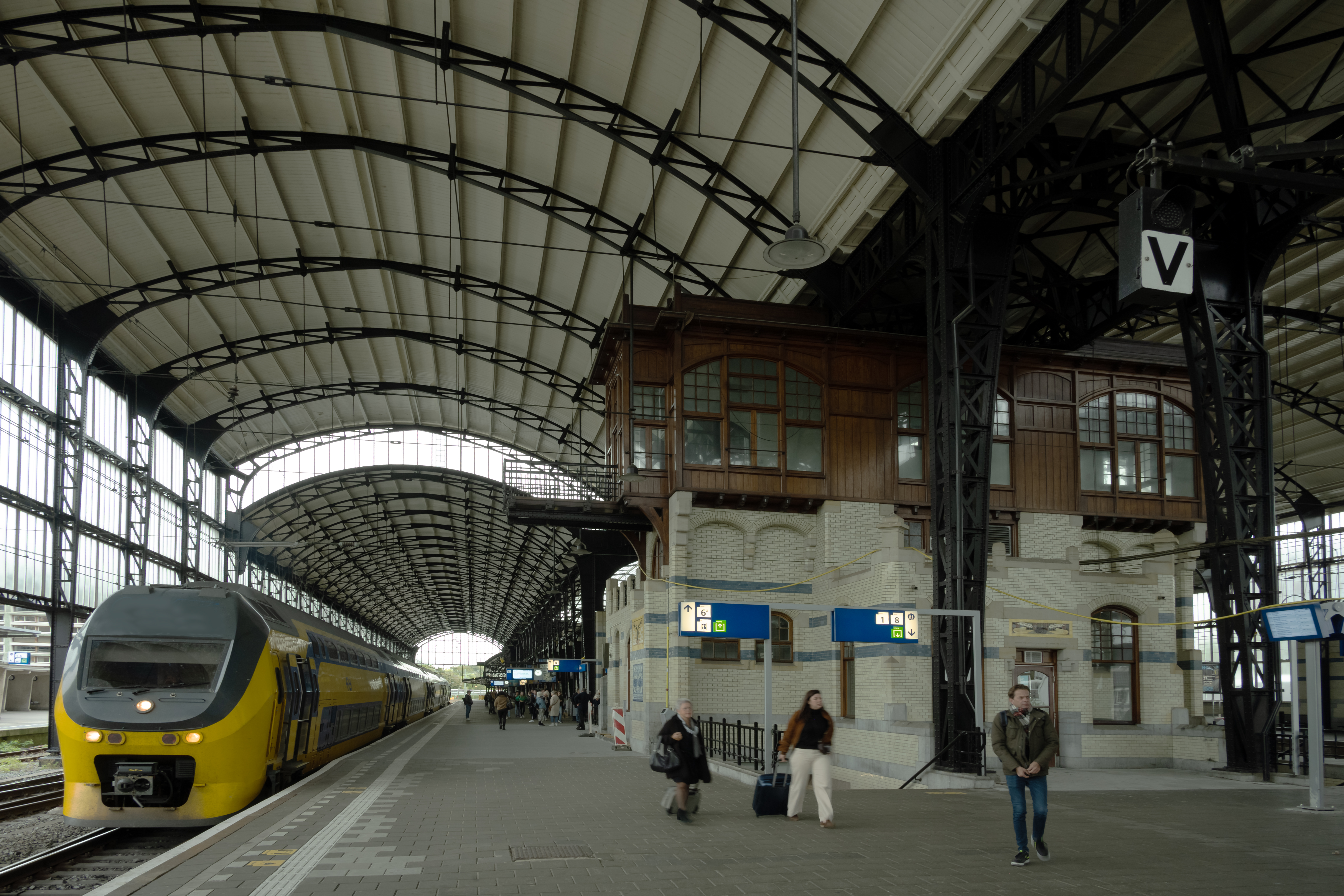
Hauptbahnhof

Im Jahr 1429 bekam die Stadt das Zollrecht. Das spätmittelalterliche Haarlem kannte Textilherstellung, Schiffbau und viele Bierbrauereien. Der Reichtum ging zu Ende durch einen etwa dem deutschen Bundschuh-Aufstand ähnelnden Bürgerkrieg namens „Hoeker und Kabeljau-Streit“ (Hoekse en Kabeljauwse Twisten) und den Aufstand der Käser und Bäcker (Kaas- en Broodvolk). Im Jahr 1573 fiel die Festung nach einer monatelangen spanischen Belagerung durch Don Fadrique (Sohn des bekannten Herzogs von Alba). Nach dem Vertrag von Veere zogen sich die Spanier 1577 zurück, nachdem Protestanten und Katholiken gleiche Rechte erhielten. Flämische und französische Immigranten brachten der Stadt eine neue Blütezeit (Leinenweberei, wie auch in Leiden).
1658 gründete der Holländer Petrus Stuyvesant Nieuw Haarlem an der Ostküste Nordamerikas. Später wurde Nieuw-Haarlem als Bezirk Harlem Teil der Stadt New York.
Im 19. Jahrhundert wurden die Stadtbefestigungen geschleift und als Park gestaltet. 1839 fuhr der erste niederländische Zug zwischen Haarlem und Amsterdam.
1927 wurde die Gemeinde Schoten eingemeindet. Teile der Gemeinden Bloemendaal, Haarlemmerliede en Spaarnwoude und Heemstede wurden ebenfalls eingemeindet. So wurde Haarlem zur fünftgrößten Stadt der Niederlande nach Amsterdam, Rotterdam, Den Haag und Utrecht.
Nach der Erfindung der Buchdruckerei, in deren Frühzeit der Haarlemer Laurens Janszoon Coster eine wichtige Rolle spielte, bekam Haarlem eine bleibende Reputation als Druckerstadt. Die älteste Tageszeitung wird noch immer in Haarlem gedruckt. Im Jahr 1656 erschien zum ersten Mal de Oprechte Haerlemse Courant, die heute unter dem Namen Haarlems Dagblad firmiert. Die Firma Johan Enschedé ist eine bekannte Spezialdruckerei, die auch für das Ausland u. a. Geldscheine und Ausweisdokumente herstellt. Hinzu kommt die Tradition als Stadt der Schriftsteller.

## Religion
Das größte Gotteshaus der Stadt ist die Grote Kerk genannte St.-Bavo-Kirche. 1578 wurde an dieser Kirche die Reformation eingeführt, heute ist sie evangelisch-unierte Pfarrkirche.
Wenige Jahre nachdem das Utrechter Domkapitel aus eigenem Recht einen ersten Erzbischof der Alt-Katholischen Kirche gewählt hatte, wurde Hieronymus de Bock 1742 erster alt-katholischer Bischof von Haarlem. Seither ist das Bistum Haarlem eines der drei Bistümer der Alt-Katholischen Kirche der Niederlande. Kathedrale ist die Kirche St. Anna und Maria.
Das Bistum Haarlem der römisch-katholischen Kirche wurde am 5. März 1853 errichtet. Am 1. Januar 2009 erhielt es den neuen Namen Bistum Haarlem-Amsterdam. Bischofskirche ist die St.-Bavo-Kathedrale.

## Sehenswürdigkeiten und Kultur

### Sehenswürdigkeiten
- Bakenesser Kirche
- Große oder St.-Bavo-Kirche
- St.-Bavo-Kathedrale
- Großer Markt
- Janskirche, ehemalige Klosterkirche des Johanniterordens, heute Archiv der Provinz Nordholland
- Vleeshal (Fleischhalle, eine Markthalle aus der Renaissance)
- Amsterdamse Poort, östliches, letztes erhaltenes Stadttor (Richtung Amsterdam), Teil der mittelalterlichen Befestigung, im 14. Jahrhundert erbaut
- Philharmonie mit Cavaillé-Coll-Orgel (bis 2002 Concertgebouw Haarlem)
- Haarlem ist bekannt für seine vielen malerischen Hofjes (von reichen Bürgern zur Versorgung älterer alleinstehender Frauen gestiftete Wohnhöfe) aus dem 17. und 18. Jahrhundert
- Hauptwache Haarlem

### Museen
- Frans Hals Museum
- Teylers Museum am Spaarne-Ufer (gegründet 1778) ist das älteste Museum der Niederlande. Es ist aus einer Privatsammlung entstanden und folgt dem Konzept einer Wunderkammer
- Corrie-ten-Boom-Museum

## Politik

### Bürgermeister
Ab 2006 war Bernt Schneiders (* 2. April 1959) von der PvdA Bürgermeister. Am 21. September 2016 folgte ihm Jos Wienen (CDA) in diesem Amt.

### Sitzverteilung im Gemeinderat
- SP: 2
- PvdD: 2
- PvdA: 7
- GL: 6
- D66: 5
- TROTS: 1
- RP: 5
- VVD: 5
- CDA: 2
- CU: 1
- BVNL: 1
- FvD: 1
- Sonst.: 1

In Haarlem tagt der Gemeinderat seit 1982 in folgenden Konstellationen:
| Partei                         | Sitze a | Sitze a | Sitze a | Sitze a | Sitze a | Sitze a | Sitze a | Sitze a | Sitze a | Sitze a | Sitze a |
| Partei                         | 1982    | 1986    | 1990    | 1994    | 1998    | 2002    | 2006    | 2010    | 2014    | 2018    | 2022    |
| ------------------------------ | ------- | ------- | ------- | ------- | ------- | ------- | ------- | ------- | ------- | ------- | ------- |
| PvdA                           | 12      | 16      | 11      | 9       | 11      | 8       | 11      | 7       | 6       | 6       | 7       |
| GroenLinks                     | –       | –       | 4       | 6       | 5       | 5       | 4       | 7       | 5       | 9       | 6       |
| D66                            | 2       | 3       | 8       | 7       | 3       | 3       | 2       | 8       | 9       | 5       | 5       |
| VVD                            | 11      | 8       | 6       | 7       | 9       | 7       | 7       | 5       | 5       | 5       | 5       |
| PvdD                           | –       | –       | –       | –       | –       | –       | –       | –       | –       | –       | 2       |
| CDA                            | 10      | 10      | 9       | 6       | 5       | 6       | 4       | 3       | 4       | 4       | 2       |
| OPHaarlem                      | –       | –       | –       | –       | –       | –       | –       | –       | –       | 2       | 2       |
| SP                             | 0       | 0       | –       | –       | 2       | 2       | 7       | 5       | 4       | 2       | 2       |
| Jouw Haarlem                   | –       | –       | –       | –       | –       | –       | –       | –       | –       | 1       | 2       |
| Hart voor Haarlem              | –       | –       | –       | –       | –       | –       | –       | –       | –       | 1       | 1       |
| Actiepartij                    | –       | –       | –       | –       | –       | –       | –       | 1       | 2       | 1       | 1       |
| TROTS                          | –       | –       | –       | –       | –       | –       | –       | 1       | 1       | 2       | 1       |
| ChristenUnie                   | –       | –       | –       | –       | –       | 1       | 1       | 0       | 1       | 1       | 1       |
| SGP                            | 0       | 0       | 0       | 1       | 1       | 1       | 1       | –       | –       | –       | –       |
| RPF                            | 0       | 0       | 0       | 1       | 1       | –       | –       | –       | –       | –       | –       |
| GPV                            | 0       | 0       | 0       | 1       | 1       | –       | –       | –       | –       | –       | –       |
| BVNL                           | –       | –       | –       | –       | –       | –       | –       | –       | –       | –       | 1       |
| FvD                            | –       | –       | –       | –       | –       | –       | –       | –       | –       | –       | 1       |
| Ouderen Partij Haarlem         | –       | –       | –       | –       | –       | –       | –       | 2       | 2       | –       | –       |
| Axielijst                      | –       | –       | –       | –       | –       | –       | 1       | –       | –       | –       | –       |
| Partij Spaarnestad             | –       | –       | –       | –       | –       | –       | 1       | 0       | –       | –       | –       |
| Ouderenpartij Noord-Holland    | –       | –       | –       | –       | –       | –       | 1       | –       | –       | –       | –       |
| Stadspartij/Leefbaar Haarlem b | –       | –       | –       | –       | 1       | 7       | –       | –       | –       | –       | –       |
| De Groenen                     | –       | –       | –       | –       | 1       | 0       | –       | –       | –       | –       | –       |
| Solidair ’93                   | –       | –       | –       | 1       | 1       | –       | –       | –       | –       | –       | –       |
| Ouderen Unie 55+               | –       | –       | –       | –       | 1       | –       | –       | –       | –       | –       | –       |
| Centrum Democraten             | –       | –       | 1       | 2       | 0       | –       | –       | –       | –       | –       | –       |
| Links Haarlem c                | –       | 2       | –       | –       | –       | –       | –       | –       | –       | –       | –       |
| PSP                            | 2       | –       | –       | –       | –       | –       | –       | –       | –       | –       | –       |
| CPN                            | 1       | –       | –       | –       | –       | –       | –       | –       | –       | –       | –       |
| PPR                            | 1       | –       | –       | –       | –       | –       | –       | –       | –       | –       | –       |
| Gesamt                         | 39      | 39      | 39      | 39      | 39      | 39      | 39      | 39      | 39      | 39      | 39      |

Anmerkungen

### Städtepartnerschaften
Haarlem unterhält Städtepartnerschaften mit Osnabrück (seit 1961) sowie dem westfranzösischen Angers (seit 1964). Es handelt sich um eine Ringpartnerschaft.

## Verkehr

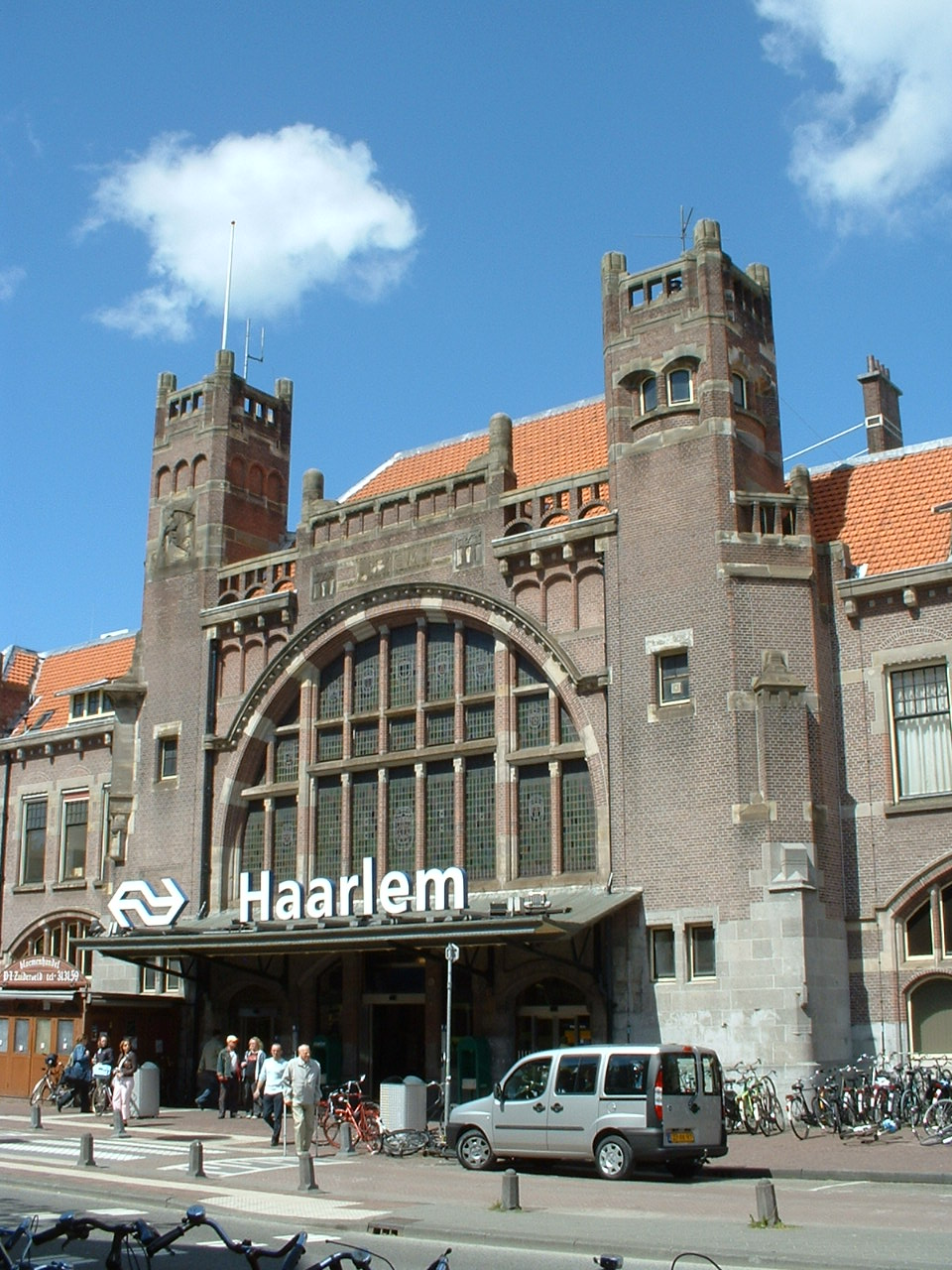
Der Bahnhof Haarlem ist die einzige Station der Niederlande im Jugendstil.

Der Bahnhof Haarlem liegt an der Bahnstrecke Amsterdam–Rotterdam, der Bahnstrecke Haarlem–Uitgeest und der Bahnstrecke Haarlem–Zandvoort. Ein weiterer Bahnhof in der Stadt ist Haarlem Spaarnwoude. Mit dem Auto ist Haarlem über den Rijksweg 9 und den Rijksweg 200 von Amsterdam aus erreichbar.

## Söhne und Töchter der Stadt
- Pierre Jean Baptiste Charles van der Aa (1766–1812), Jurist und Autor rechtswissenschaftlicher Schriften
- Joost van Aken (* 1994), Fußballspieler
- Marion van den Akker (* 1956), Sängerin (Mezzosopran) und Gesangspädagogin
- Hendrik Andriessen (1892–1981), Komponist
- Jurriaan Andriessen (1925–1996), Komponist
- Mari Andriessen (1897–1979), Bildhauer
- Jan de Baen (1633–1702), Porträtmaler
- Maria Geertruida Barbiers (1801–1879), Malerin
- Frédéric L. Bastet (1926–2008), klassischer Archäologe, Historiker und Autor
- Dora Beets (1812–1864), Schriftstellerin
- Nicolaas Beets (1814–1903), Schriftsteller
- Cornelis Pietersz. Bega (1631/32–1664), Barock-Maler und Radierer
- Jan Bender (1909–1994), Kirchenmusiker und Komponist
- Oscar Benton (1949–2020), Sänger
- Gerrit Adrianszoon Berckheyde (1638–1698), Maler
- Yves Berendse (* 1993), Sänger
- Dirck van Bergen (1645–um 1690), Maler
- Cor de Best (1918–2006), Radrennfahrer
- Vera Beths (* 1946), Geigerin
- Cor Bijster (1922–1998), Radrennfahrer
- Jacob Bijster (1902–1958), Organist und Komponist
- Corrie ten Boom (1892–1983), christliche Missionarin und Schriftstellerin
- Gerard Boter (* 1954), Klassischer Philologe und Hochschullehrer
- Annemieke Bouma (* 1956), Hochspringerin
- Emilie Bouwman (* 1943), „Frau Antje“, Modedesignerin und Fotomodell
- Floris Jan Bovelander (* 1966), Hockeyspieler
- Jan de Bray (um 1627–1697), Maler
- Joseph de Bray (1628/34–1664), Maler
- Salomon de Bray (1597–1664), Maler
- Karel Hendrik van Brederode (1827–1897), Bahnhofsarchitekt
- Cornelis Brisé (1621 oder 1622–um 1670), Stillleben- und Porträtmaler
- Arnoldus Johannes Petrus van den Broek (1877–1961), Anatom
- Annie Borst Pauwels (1913–1999), Malerin
- Adriaen Brouwer (1605/06–1638), Maler
- Dieric Bouts (1410/20–1475), Maler
- Roderik Bouwman (* 1957), Hockeyspieler
- Matthijs Büchli (* 1992), Bahnradsportler
- Jacob van Campen (1596–1657), Baumeister
- Willem Naudin ten Cate (1860–1942), Seeoffizier und Politiker
- Jordy Clasie (* 1991), Fußballspieler
- M. J. Cohen (* 1947), Politiker
- Salomon Coster (≈1622–1659), Uhrmacher
- Laurens Janszoon Coster (≈ 1370–1440), Buchdrucker
- William Crowther (1817–1885), australischer Politiker
- Anton van Dale (1638–1708), mennonitischer Prediger, Arzt und Autor religiöser Texte
- Midas Dekkers (* 1946), Biologe, Schriftsteller und Journalist
- Yvonne Dold-Samplonius (1937–2014), Mathematikhistorikerin
- Ko Doncker (1874–1917), Zeichner, Schattenspielkünstler und Autor
- Jenny Duncalf (* 1982), englische Squashspielerin
- Hendrik Dyserinck (1838–1906), Seeoffizier, Konteradmiral und Politiker
- Frederik van Eeden (1860–1932), Psychologe, Sozialreformer und Schriftsteller
- Marjolein Eijsvogel (* 1961), Hockeyspielerin
- Piet Emmer (* 1944), Kunsthistoriker
- Liane Engeman (* 1944), Automobilrennfahrerin
- Catharina Jacoba Abrahamina Enschedé (1828–1883), Malerin
- Christina Gerarda Enschedé (1791–1873), Malerin
- Mannes Francken (1888–1948), Fußball-Nationalspieler
- Yannick Franke (* 1996), Basketball-Nationalspieler
- Barent Gael (um 1630–1698), Maler
- Philipp Galle (1537–1612), Zeichner und Kupferstecher
- Izzy Gaze (* 2004), neuseeländische Cricketspielerin
- Ruud Geels (1948–2023), Fußballspieler
- Dennis van der Geest (* 1975), Judoka
- Elco van der Geest (* 1979), Judoka
- Yvonne van Gennip (* 1964), Eisschnellläuferin
- Serdar Gözübüyük (* 1985), Fußballschiedsrichter
- Cornelia van der Gon (1644–1701), Kunstsammlerin und Herstellerin von Puppenhäusern
- Maria de Grebber (um 1602–1680), Malerin
- Scott Griekspoor (* 1991), Tennisspieler
- Tallon Griekspoor (* 1996), Tennisspieler
- Dineke de Groot (* 1965), Juristin
- Johan Bierens de Haan (1883–1958), Biologe, Ethologe und Hochschullehrer
- Cornelis van Haarlem (1562–1638), Maler und Zeichner
- Georgette Hagedoorn (1910–1995), Sängerin und Schauspielerin
- Tamara Haggerty (* 1996), Handballspielerin
- Dirck Hals (1591–1656), Maler
- Frans Hals (1580/85–1666), Maler
- Frans Hals der Jüngere (1618–1669), Maler
- Anton Gerard van Hamel (1842–1907), Romanist und Mediävist, Hochschullehrer
- Gerardus Antonius van Hamel (1842–1917), Jurist, Universitätsrektor und Politiker
- Jan de Hartog (1914–2002), Schriftsteller
- Kenau Simonsdochter Hasselaer (1526–1588), Freiheitskämpferin
- Willem Claeszoon Heda (≈1594–1670/82), Maler
- Maarten van Heemskerck (1498–1574), Maler
- Ig Henneman (* 1945), Bratschistin und Komponistin
- Geert Hofstede (1928–2020), Kulturwissenschaftler und Sozialpsychologe
- Gilles Holst (1886–1968), Physiker
- Maria Hoofman (1776–1845), Kunstsammlerin
- Hans Hugenholtz Junior (* 1950), Autorennfahrer und Unternehmer
- Petrus Huizing (1911–1995), römisch-katholischer Kirchenrechtler
- Andy Houting (1901–1975), kanadischer Radrennfahrer
- Eric Ineke (* 1947), Jazzmusiker
- Jesper de Jong (* 2000), Tennisspieler
- Dirk Jan Hendrik Joosten (1818–1882), Maler
- Hanns Joosten (* 1961), Fotograf
- Dick Kaart (1930–1985), Jazzmusiker
- Ray Kaart (1934–2011), Jazzmusiker
- Christiaan van der Kamp (* 1967), Jurist und Politiker
- Mitchell Kappenberg (* 1986), Fußballspieler
- Cornelius Kersten (* 1994), britischer Eisschnellläufer
- Lieven de Key (≈1560–1627), Baumeister
- Albert de Klerk (1917–1998), Komponist, Dirigent und Stadtorganist in Haarlem
- Orkun Kökçü (* 2000), Fußballspieler
- Ozan Kökçü (* 1998), aserbaidschanisch-niederländischer Fußballspieler
- Elisabeth Johanna Koning (1816–1887), Malerin
- Frederik Marinus Kruseman (1816–1882), Landschaftsmaler
- Dennis van de Laar (* 1994), Automobilrennfahrer
- Pieter van Laer (1592/99–1642), Maler, genannt Il Bamboccio
- Martinus J. Langeveld (1905–1989), Pädagoge und Hochschullehrer
- Michael Johannes Antonius Lans (1845–1908), Komponist, Musikwissenschaftler und katholischer Priester
- Fred Leeflang (1945–2018), Jazzmusiker
- Judith Leyster (1609–1660), Malerin
- Bart van Lier (* 1950), Jazzmusiker
- Erik van Lier (* 1945), Jazzmusiker
- Cornelis Lieste (1817–1861), Landschaftsmaler und Lithograph
- Antonius van der Linde (1833–1897), Historiker, Bibliothekar, Theologe und Schachhistoriker
- Jacobus van Looy (1855–1930), Maler und Schriftsteller
- Martin Lucas (1894–1969), römisch-katholischer Priester und päpstlicher Diplomat
- Roelof Luynenburg (1945–2023), Ruderer
- Margot Marsman (1932–2018), Schwimmerin
- Isaac Massa (1586–1643), Kaufmann, Diplomat in Russland und Kartograf
- Jakob Matham (1571–1631), Kupferstecher
- Freek Michel (* 1987), Volleyballspieler
- Woutherus Mol (1785–1857), Maler
- Bartholomeus Molenaer (um 1618 – 1650), Genremaler
- Merel Mooren (* 1982), Beachvolleyball-Spielerin
- Jan Mul (1913–1971), Komponist, Organist und Chorleiter
- Harry Mulisch (1927–2010), Schriftsteller
- Frederik Muller Jzn. (1883–1944), klassischer Philologe
- Jean Charles Naber (1858–1950), Rechtswissenschaftler
- Johanna Naber (1859–1941), Feministin
- Jan Antoon Neuhuys (1832–1891), Historien- und Genremaler
- Jacoba Maria van Nickelen (1680–1749), Malerin
- Isaak van Nickelen (1632 oder 1633–1703), Maler
- Jan van Nickelen (1655 oder 1656–1721), Landschafts-, Architektur- und Vedutenmaler des Barock
- Rymer van Nickelen (um 1690–nach 1740), Porträt-, Landschafts- und Tiermaler
- Edward Noort (* 1944), reformierter Theologe, Hochschullehrer
- Nick Olij (* 1995), Fußballtorhüter
- Adriaen van Ostade (1610–1685), Maler
- Roelof Theodorus Overakker (1890–1945), Generalmajor der Infanterie
- Bram Peper (1940–2022), Soziologe und Politiker
- Gerard Peters (1920–2005), Radrennfahrer
- Piet Peters (1921–1993), Radrennfahrer
- Amy Pieters (* 1991), Radrennfahrerin
- Roy Pieters (* 1989), Radrennfahrer
- Magdalena Pietersz (vor 1560–nach 1592), Malerin der Renaissance
- Margot Pilz, geborene ter Heege (* 1936), bildende Künstlerin
- Pieter Post (1608–1669), Architekt
- Ard Posthuma (* 1942), Übersetzer
- Youri Regeer (* 2003), Fußballspieler
- Ludovit Reis (* 2000), Fußballspieler
- Marjan Ridder (* 1953), Badmintonnationalspielerin
- Piet Ridder (* 1951), Badmintonnationalspieler
- Rob Ridder (* 1953), Badmintonnationalspieler und -funktionär
- Patricia Riekel (* 1949), Journalistin, Chefredakteurin
- Coba Ritsema (1876–1961), Porträtmalerin
- Joan Röell (1844–1914), Staatsmann
- Herman Roosdorp (1895–1965), niederländisch-belgischer Autorennfahrer
- Jacob van Ruisdael (≈1628/29–1682), Maler
- Christiaan Rüter (1938–2025), Jurist, Hochschullehrer
- Michiel de Ruyter (1926–1994), Radiomoderator und Musikproduzent
- Pieter Jansz Saenredam (1597–1665), Maler
- Hannie Schaft (1920–1945), Widerstandskämpferin gegen den Nationalsozialismus
- Jacobus Scharpff (1902–unbekannt), Fußballspieler
- Lara Schnitger (* 1969), Künstlerin
- Janneke Schopman (* 1977), Hockeyspielerin
- Uta Schotten (* 1972), Künstlerin
- Cornelius Schrevelius (1608–1661), Altphilologe
- Theodorus Schrevelius (1572–1649), Humanist, Dichter und Autor
- Harry Schulting (* 1956), Leichtathlet
- Brenda Schultz-McCarthy (* 1970), Tennisspielerin
- Maria Machteld van Schuylenburch (1724–1774), Malerin
- Bram Schwarz (* 1998), Ruderer, Vize-Weltmeister im Achter
- Jopie Selbach (1918–1998), Schwimmerin
- Charlie Setford (* 2004), englisch-niederländischer Fußballtorhüter
- Wicher Gosen Nicolaas van der Sleen (1886–1967), Chemiker, Lehrer, Autor, Fotograf und Amateurconchologe
- Tialda van Slogteren (* 1985), Sängerin bei Room2012
- Claus Sluter (≈1350–1405/06), Bildhauer
- Maria Geertruida Snabilie (1776–1838), Malerin
- Jiske Snoeks (* 1978), Hockeyspielerin
- Kelvin Snoeks (* 1987), Rennfahrer
- Ben Sonnemans (* 1972), Judoka
- Margaret Staal-Kropholler (1891–1966), Architektin
- Jan Steen (≈1626–1679), Maler
- Maarten Stekelenburg (* 1982), Fußballspieler
- Peter Stevenhaagen (* 1965), Radrennfahrer
- Jan Striening (1827–1903), Genremaler und Kunstpädagoge
- Bernardus Franciscus Suerman (1783–1862), Mediziner
- Jonas Suyderhoef (≈1613–1686), Kupferstecher
- Fred Teeven (* 1958), Jurist und Politiker
- Jacobus van Tongeren (1913–1996), Kanute
- Jelle van Tongeren (* 1980), Jazzmusiker
- Jan Tulleken (1883–1962), Radrennfahrer
- Frank Verlaat (* 1968), Fußballspieler
- Willem Adolf Visser ’t Hooft (1900–1985), evangelisch-reformierter Theologe, Generalsekretär des Weltrates der Kirchen
- Henk Vogels senior (1942–2019), australischer Radrennfahrer
- Adri Voorting (1931–1961), Radrennfahrer
- Cornelis Visscher (1629–1662), Graveur
- Haas Visser ’t Hooft (1905–1977), Hockeyspieler
- Carl Wilhelm Vollgraff (1876–1967), Klassischer Philologe und Hochschullehrer
- Hugo de Vries (1848–1935), Biologe
- Cornelis Vroom (≈1591/92–1661), Maler und Zeichner
- Bert Wijbenga (* 1964), Polizist, Manager und Politiker
- Cornelius Ludovicus Baron de Wijkerslooth (1786–1851), katholischer Priester und Theologe sowie Titularbischof von Curium
- Laurien Willemse (* 1962), Hockeyspielerin
- Johan Winkler (1898–1986), Journalist, Autor und Übersetzer
- Pieter Wispelwey (* 1962), Cellist
- Joan van Woensel (1705–1773), Mediziner
- Anny Xhofleer (1913–2006), Jazzsängerin
- Michel Zanoli (1968–2003), Radrennfahrer
- Hendrik Zwaardemaker (1857–1930), Physiologe